# 山口勝久
山口勝久（やまぐち かつひさ）は、日本の原型師。模型メーカー海洋堂所属。現在は主に、完成品アクションフィギュア『リボルテック』シリーズの多くの原型製作・設計を担当する。

## 山口式可動
従来のアクションフィギュアは、「可動範囲こそ自由ではあるものの、アニメや映画の中のような迫力あるポーズにはなりにくい」という難点があった。これに着目した山口は「重点的に可動させたい場所だけを大胆にカットして関節を仕込み、それ以外はあえて切り捨てる」という、それまでとは逆の手法によって、キャラクターのイメージどおりのポージングが容易に決まる可動方法を考案した。
この斬新な可動システムを組み込んだアクションフィギュアは「山口式可動」として一躍脚光を浴び、とりわけ「新世紀エヴァンゲリオン」シリーズの成功は、山口の名を業界に知らしめることとなった。

## リボルテックヤマグチ
2004年夏、漫画家の内藤泰弘と、デザイナーの神宮司訓之が海洋堂を訪れ、「リボルバージョイント」と呼ばれる関節パーツの提案を行った。この関節パーツは、内部にラチェット構造を設けることによって、それまでのアクションフィギュアや可動プラモデルにありがちだった「関節の磨耗による緩み、へたり」を解消できるパーツである。海洋堂はこのパーツを使った、「廉価で手に取りやすい」「毎月作品をリリースする」新しいタイプのアクションフィギュアシリーズのプロジェクトを始動。これが海洋堂の現在の主力商品である「リボルテック」シリーズである。
山口はこのうち、ロボットや漫画・アニメのヒーローなどを主題とした「リボルテックヤマグチ」シリーズを担当している。2006年のシリーズ開始以来、毎月必ず1 - 2作品を発表するという多忙なスケジュールをこなし続け、2011年1月発売の「エヴァンゲリオン初号機」で通算100作目に突入した。

## その他
- リボルテックヤマグチの製作にあたっては、会社から指示されたものをいくつか作ったら「自分の趣味に走った作品を出す」ことにしているという。このようなコンセプトで作られた作品は『フルメタル・パニック!』の「レーバテイン」「アーバレスト」や、『ブラックラグーン』のレヴィ、『どこでもいっしょ』のトロなど。

- 綱島志朗の漫画『オリハルコン・レイカル』の特別編エピソードに、本人役として出演。この漫画のコンセプトは「命を持った美少女フィギュアが戦う」というもので、ワンダーフェスティバルに訪れた主人公一行に、主人公格のフィギュア「レイカル」のリボルテック原型を見せるという役柄で登場している。なお、レイカルは現実にリボルテックヤマグチで商品化された。